# Рамазанов Микола Олександрович
Рамазанов Микола Олександрович (1817—1867) — скульптор, художник, літератор, історик мистецтва, професор, академік Імператорської Академії Мистецтв.
Походив з артистичної сім'ї: батько і мати його були акторами Імператорських театрів, дід і дядько по матері Гольц — балетмейстером, тітка M. І. Вальберхова — драматичною артисткою.
Рано почав учитися малюванню — у Ф. Г. Солнцева. У 1827 році був визначений в своєкоштні (навчаються за свій рахунок) вихованці Імператорської Академії Мистецтв.
- в 1829 році отримав нагороду першого ступеня за успіхи в науках;
- в 1833 році переведений в казеннокоштні академісти.
- У 1836 році, «за ліплення з натури», отримав малу срібну медаль і почав займатися в класі професора Б. І. Орловського;
- в 1837 році, «за барельєф, який зображає спокусу Спасителя в пустелі», нагороджений великою срібною медаллю;
- в 1838 році, за групу «Мілон Кротонський, якого рве лев» отримав малу золоту медаль і, нарешті, в 1839 році закінчив академічний курс зі званням художника XIV класу і з великою золотою медаллю, присудженою йому за виконану за програмою статую «Фавн, що несе козеня», і правом поїздки за кордон в якості пенсіонера академії.
- У вересні 1843 року виїхав до Італії.
- У 1846 році він був відкликаний до Росії внаслідок його зіткнення з папською поліцією, і в кінці року отримав пропозицію зайняти місце викладача скульптури в Московському училищі живопису, скульптури та архітектури.

Займаючи це місце до кінця свого життя, Рамазанов сприяв зростанню багатьох молодих скульпторів; серед його учнів були М. А. Чижов, С. І. Іванов, В. С. Бровський та ін.
У 1849 році, 27 вересня, він був визнаний академіком як за свої колишні роботи, так і за викладацьку діяльність, а 3 квітня 1858 був зведений в ступінь професора скульптури.
Був змушений 13 травня 1866 року вийти у відставку, а через півтора року помер.